# 岩根神社 (埼玉県長瀞町)
岩根神社（いわねじんじゃ）は、埼玉県秩父郡長瀞町の神社。

## 歴史
創建年代は不明である。言い伝えによれば、四道将軍の一人武渟川別が当地を通った際に、濃霧のため道に迷ってしまった。その時に大山祇命の使いである犬が道案内したことから、大山祇命を祀る神社を創建したという。
戦国時代は、鉢形城や天神山城の城主を務めた藤田康邦や北条氏邦により、城の守護神として信仰された。
後北条氏滅亡後は衰退したが、1790年（寛政2年）に地元住民によって社殿が改築されている

## 岩根山つつじ園
当社には、かつて付属施設として「岩根山つつじ園」という植物園があった。明治中期以降、当社の神職がツツジを植林して増やしたものという。
かつては、毎年4月の上・中旬に開園し、時間は午前8時から午後5時までで、入園料は1,000円であった
しかし、現在は閉園している。つつじ園のための駐車場も閉鎖されている

## 交通アクセス
- 寄居風布ICより車16分。